# Путешествие автостопом
«Путешествие автостопом» (рабочее название — «Путешествие хиппи») — фильм режиссёра Александра Панкратова, снятый им по своей повести «Путешествие хиппи в Китайскую Народную Республику». Производство — автономная некоммерческая организация «Мастер Кино» при ОАО «Свердловская киностудия» (Россия). Премьера состоялась 20 ноября 2009 года в Московском Доме кино.

## Сюжет
СССР начала 1980-х годов. Генерал КГБ предупреждает крупного чиновника горкома КПСС Ленинграда о том, что его дочь входит в неформальную молодёжную группу, исповедующую философию хиппи. Кроме того, она планирует вместе с другими участниками коммуны совершить путешествие в Тибет, в мифическую страну Шамбалу, что предполагает нелегальный переход границы. Отец девушки, известной друзьям под именем Лён (Водзинская), пытается помешать поездке и романтическим чувствам дочери к лидеру группы — Синеглазому (Соломыкин). Тем не менее, ребятам удаётся отправиться в путешествие, в ходе которого каждый из них — Багира, Будда, Партайгеноссе, Маришок, — открывается по-своему. В этой группе контрастно выделяется ранее судимый молодой человек по кличке Хрящ, который далёк от мироощущения и целей своих попутчиков. Через некоторое время друзья достигают одного из участков границы СССР, где их останавливает пограничный отряд. Хрящ неожиданно для всех выхватывает пистолет и начинает стрелять. Пограничники открывают ответный огонь: от попадания в голову гибнет Лён, Синеглазый падает в воду горной речки. В камере для задержанных на пограничной заставе оставшиеся в живых молодые люди пытаются вспомнить слова неизвестной им ранее молитвы.

Тема фильма — противостояние мечты и реальности. Мечта — это горы, любовь, Бог. Природа, с которой мы хотим слиться. А реальность — это преступники, милиция, государственная власть, официальная идеология. В фильме верх одерживает мечта, но формально побеждает реальность.— А. Панкратов. Интервью Российской газете

## В ролях
- Дмитрий Соломыкин — Синеглазый
- Евгения Водзинская — Лён
- Сергей Белов — Хрящ
- Антон Преснов — Партайгеноссе
- Иван Кукуев — Будда
- Мария Соколова — Багира
- Светлана Исламова — Маришок
- Мария Бушмелёва — Курсив
- Александр Базоев — отец Лён
- Елена Валюшкина — мать Лён
- Александр Поламишев — Вася

## Критика
«Российская газета», обозреватель Валерий Кичин: «Картина экзотична <…> Герои все-таки доходят до китайской границы — пешком, автостопом, а кругом немыслимые дали, и ребята слиты с природой. Они в неё вписаны, и картина получилась очень нежная. <…> Меня (фильм) заставил вспомнить „Волосы“ Милоша Формана: там тоже неформальное молодёжное братство, противопоставившее себя обществу».

Натурные съёмки фильма проводились в Улаганском районе Республики Алтай.